# Малинки (песня)
«Малинки» — песня российской группы «Дискотека Авария», записанная в 1995 году. Широкую известность получила в 2006 году в совместном исполнении с певицей Жанной Фриске.

## О песне
Песня была написана в 1995 году для концерта группы в туркомплексе «Малинки» в Ивановской области в честь празднования 50-летия Победы. В следующем году была включена в дебютный альбом коллектива «Танцуй со мной». Женский вокал в этой версии принадлежит Татьяне Охомуш.

## Версия с Жанной Фриске
В 2006 году группа выпустила ремейк песни, записанный совместно с Жанной Фриске с частично изменённым текстом. По словам солиста «Дискотеки Аварии» Алексея Рыжова, Жанне понадобился всего час в студии, чтобы безупречно исполнить свою партию. Новая версия вошла в альбом «Четверо парней». Новая версия пользовалась огромной популярностью, достигнув первой десятки радиочарта России. В 2007 году «Дискотека Авария» и Фриске стали лауреатами премии Муз-ТВ в номинациях «Лучший дуэт» и «Лучшее видео», а также получили статуэтку «Золотого граммофона».
Режиссёром Хиндреком Маасиком был снят видеоклип, стилизованный под сказку. В нём Фриске сыграла роль Белоснежки, а участники группы — трёх гномов, которых уменьшили благодаря компьютерной обработке. Съёмки проходили в Подмосковье, а костюмы для персонажей были созданы на заказ в Ивановском театре музыкальной комедии.
По словам отца Фриске, «Малинки» была её любимой песней в дискографии.

### Чарты

#### Еженедельные чарты
| Чарт (2006—2025)   | Высшая позиция |
| ------------------ | -------------- |
| Казахстан (TopHit) | 72             |
| Россия (TopHit)    | 7              |
| СНГ (TopHit)       | 7              |

#### Ежемесячные чарты
| Чарт (2006—2007) | Высшая позиция |
| ---------------- | -------------- |
| Россия (TopHit)  | 11             |
| СНГ (TopHit)     | 13             |

#### Годовые чарты
| Чарт (2006)     | Позиция |
| --------------- | ------- |
| Россия (TopHit) | 110     |
| СНГ (TopHit)    | 122     |
| Чарт (2007)     | Позиция |
| Россия (TopHit) | 95      |
| СНГ (TopHit)    | 104     |